# Vessilli di guerra
Vessilli di guerra (The Fiery Cross) è un romanzo di Diana Gabaldon pubblicato nel 2001. È la seconda parte di La croce di fuoco, quinto volume della serie di Outlander.

## Trama
Maggio 1771. L'armata capitanata da Jamie affronta un gruppo di Regolatori, che viene sconfitto; Roger, tuttavia, viene catturato dai Regolatori prima della battaglia e, per un equivoco, viene impiccato con i prigionieri di guerra. L'uomo, però, non muore, anche se rimane gravemente lesionato alla gola, e solo dopo le assidue e attente cure di Claire riesce a recuperare piano piano la voce. Lo stesso governatore elargisce a Roger cinquemila acri di terreno come risarcimento. Avendo saputo che Jamie sta ancora cercando Stephen Bonnet per ucciderlo, Roger gli chiede di insegnargli a usare una spada per essere lui a infliggere il colpo fatale al contrabbandiere. Durante una battuta di caccia a novembre, Jamie viene morso da un serpente velenoso e costretto a letto per diverso tempo, ma intanto continua il suo piano per incontrare Bonnet: a questo scopo, finge di accettare la proposta del signor Lyon di entrare in società con lui nel contrabbando del whisky, chiedendogli che sia Bonnet a gestire il trasporto. Poiché a marzo 1772 ancora non ci sono notizie da parte di Lyon, Jamie, Claire, Brianna, Roger, Marsali, Fergus e i bambini si recano a Wilmington, dove Jamie e Roger riescono a fissare un appuntamento con Bonnet nel giro di una settimana al molo di Wylie. L'incontro si rivela una trappola per cercare di ucciderli e rubare il whisky, mentre Bonnet, approfittando di una gita nel bosco delle donne per raccogliere bacche, cerca di portare via Jemmy e Brianna, ma, quando la ragazza gli spara al basso ventre, è costretto alla fuga; prima di scappare, però, Bonnet conferma i sospetti di Claire riguardo all'uccisione della domestica di Jocasta e all'aggressione subìta da quest'ultima durante il ricevimento di nozze. Gli stessi Claire e Jamie scoprono per caso che l'oro di Charles Stuart che Bonnet stava cercando è nascosto nella bara destinata a Jocasta nel mausoleo di famiglia. Tornati a casa, a ottobre i Fraser vedono ricongiungersi a loro, dopo due anni di assenza, il giovane Ian. Il ragazzo porta con sé un diario affidatogli dagli indiani e appartenuto a un altro viaggiatore nel tempo, e, nel leggerlo con Jamie e Claire, viene messo al corrente della vera provenienza di Claire, Brianna e Roger. La famiglia, inoltre, scopre che anche Jemmy ha il dono di viaggiare nel tempo, ma, pur vedendosi così offerta la possibilità di tornare un giorno nella loro epoca insieme al figlio, Roger e Brianna decidono di restare nel passato.

## Edizioni
- Vessilli di guerra, Corbaccio, 2007,  p. 653, ISBN 978-8879728706.
- Vessilli di guerra, TEA, 2009, ISBN 978-8850220557.